# Lukostřelba na Letních olympijských hrách 1976
Lukostřelba na Letních olympijských hrách 1976 v kanadském Joliette v provincii Québec.

## Medailisté

### Muži
| Kategorie   | Zlato                                       | Stříbro                            | Bronz                            |
| ----------- | ------------------------------------------- | ---------------------------------- | -------------------------------- |
| Jednotlivci | Darrell Pace · Spojené státy americké (USA) | Hiroshi Michinaga · Japonsko (JPN) | Giancarlo Ferrari · Itálie (ITA) |

### Ženy
| Kategorie     | Zlato                                | Stříbro                                   | Bronz                                       |
| ------------- | ------------------------------------ | ----------------------------------------- | ------------------------------------------- |
| Jednotlivkyně | Luanna Ryonová · Sovětský svaz (URS) | Valentina Kovpanová · Sovětský svaz (URS) | Zebinisso Rustamovová · Sovětský svaz (URS) |

## Medailové pořadí
| Pořadí | Země                         | Zlato | Stříbro | Bronz | Celkově |
| ------ | ---------------------------- | ----- | ------- | ----- | ------- |
| 1.     | Spojené státy americké (USA) | 2     | 0       | 0     | 2       |
| 2.     | Sovětský svaz (URS)          | 0     | 1       | 1     | 2       |
| 3.     | Japonsko (JPN)               | 0     | 1       | 0     | 1       |
| 4.     | Itálie (ITA)                 | 0     | 0       | 1     | 1       |